# Ravenea krociana
Espèce
Statut de conservation UICN

 EN B2ab(iii) : En danger
Ravenea krociana est une espèce de plantes à fleurs de la famille des Arecaceae.

## Publication originale
- Kew Bulletin 49(4): 636–637, f. 1. 1994.